# Aguiar da Beira (freguesia)
Aguiar da Beira era una freguesia portuguesa del municipio de Aguiar da Beira, distrito de Guarda. Tenía una extensión de 35,73 km² y una población de 1473 habitantes en el censo de 2011.

## Historia
La primera carta foral fue otorgada a Aguiar da Beira en 1120 por la madre de Afonso Henriques, la condesa D.ª Teresa. El fuero fue confirmado en 1258 por Alfonso II, y todavía el rey Manuel I le daría uno nuevo.
La freguesia de Aguiar da Beira Fue suprimida el 28 de enero  de 2013, en aplicación de una resolución de la Asamblea de la República portuguesa promulgada el 16 de enero de 2013 al unirse con la freguesia de Coruche, formando la nueva freguesia de Aguiar da Beira e Coruche, que es la cabecera del concelho de Aguiar da Beira.

## Patrimonio
- Torre del Reloj, del siglo XV
- Pelourinho manuelino, coronado por una esfera armilar
- Tribuna al aire libre, almenada y con banco corrido en tres de sus lados, donde se reunía el concejo municipal y se sentaban los "homes bons" para resolver demandas y otros problemas del concelho.
Se da la circunstancia de que estos tres elementos patrimoniales, cada uno de ellos monumento nacional, se encuentran a corta distancia entre sí, en la llamada plaza del Pelourinho.